# Maten
Maten (el ganivet) fou el nomós XXII de l'Alt Egipte. La capital fou Tepihu (Afroditòpolis, avui Atfih). L'oasi del Faium feia part probablement d'aquest nomós. El deu principal era Hator que tenia un temple a Tepihu.